# Der Werwolf von London
Der Werwolf von London ist ein US-amerikanischer Horrorfilm der Universal Studios aus dem Jahr 1935. Der Film ist der erste Werwolf-Film von Universal. Regie führte Stuart Walker und die Hauptrollen spielten Henry Hull und Warner Oland.

## Handlung
Der ehrgeizige und weltberühmte Botaniker Dr. Wilfred Glendon reist nach Tibet, um ein Exemplar der äußerst seltenen Mariphasa-Pflanze zu finden. In den Bergen stößt er nach mühevoller Suche tatsächlich auf ein solches Gewächs. Gerade als er die Pflanze an sich nehmen will, wird er von einer merkwürdigen Kreatur halb Mensch, halb Tier attackiert und gebissen.

Wieder zurück in London beginnt er sich sehr bald merkwürdig zu fühlen. Er ist von Ruhelosigkeit gepackt und wird, sehr zum Leidwesen seiner attraktiven Ehefrau Lisa, aggressiver, je näher der Vollmond rückt. Eines Tages erhält er in seinem Labor Besuch von dem mysteriösen Dr. Yogami, der selbst in Tibet auf der Suche nach einer solchen Pflanze war wie jener, die Glendon von seiner Expedition mitgebracht hat. Er klärt Glendon auch darüber auf, dass die Kreatur, die ihn im Gebirge angefallen hat, ein Werwolf war und, dass auch er jetzt mit diesem Fluch belastet sei. Außerdem behauptet Yogami, dass die Mariphasa das einzig wirksame Gegenmittel für Lycantropie ist. Glendon hält ihn für verrückt und schickt ihn fort. Doch in der folgenden Nacht ist Vollmond und er verwandelt sich in einen Werwolf. Am nächsten Morgen muss er aus der Zeitung von einem grausamen Verbrechen erfahren. Offenbar wurde in der vergangenen Nacht eine junge Frau ermordet und regelrecht in Stücke gerissen. Glendon macht sich schreckliche Vorwürfe und arbeitet fieberhaft daran, das Geheimnis der Pflanze zu entschlüsseln, denn das zarte Gewächs beginnt bereits zu verdorren und hat nur noch eine Blütenknospe.

In der folgenden Nacht schlägt der Werwolf erneut zu und wieder muss Glendon sich mit seinem nagenden Gewissen auseinandersetzen. Gerade am Abend vor der dritten Vollmondnacht kommt er dem Geheimnis der Mariphasa auf die Spur. Doch ehe er es nutzen kann, steht ihm plötzlich Dr. Yogami gegenüber. Er reißt die letzte Mariphasa-Blüte an sich und reibt ihren Saft auf eine alte Narbe, die anscheinend von einem Biss stammt. Es stellt sich heraus, dass Yogami selbst der Werwolf war, der Glendon in Tibet infiziert hatte.
Yogami ist durch den Pflanzensaft von dem Fluch befreit, doch Glendon verwandelt sich mit dem aufgehenden Mond erneut in eine Bestie und bringt ihn um. Danach macht er sich auf den Weg zu Lisa, denn der Werwolf versucht instinktiv das zu töten, was er am meisten liebt. Erst in letzter Sekunde wird er von der einschreitenden Polizei erschossen und nimmt im Sterben wieder seine menschliche Gestalt an.

## Produktion
Jack Pierces ursprüngliches Make-up-Design für Der Werwolf von London war eigentlich derselbe Entwurf, der schließlich erst 1941 in Der Wolfsmensch Verwendung fand. Hauptdarsteller Henry Hull war bereits nach einigen Probeaufnahmen mit der Maske unzufrieden, da er sich in seiner Mimik zu stark beeinträchtigt fühlte. Schließlich einigte man sich auf ein weniger behaartes, dezenteres Aussehen für den Werwolf.
In den Archiven von Universal existiert eine kurze Szene in der ein kleiner Junge beinahe von einer riesigen fleischfressenden Pflanze verspeist wird und erst in letzter Sekunde von Dr. Glendon gerettet wird. Diese Szene kam jedoch nie in den fertigen Film.
Das unheimliche Heulen der Kreatur ist eine Überblendung zwischen Henry Hulls Stimme und dem Geheul eines echten Wolfes. So entzieht sich das Geräusch einer eindeutigen Charakterisierung als menschlich oder tierisch. Dieser simple, aber wirkungsvolle Effekt fand in keinem anderen Werwolf-Film von Universal Verwendung.
1935 floppte der Film an den Kinokassen.

## DVD-Veröffentlichung
Der Werwolf von London ist Teil der „The Monster Legacy DVD Collection“.